# Nowa Sarzyna (gmina)
Nowa Sarzyna est une commune urbaine-rurale de la Voïvodie des Basses-Carpates et du powiat de Leżajsk. Elle s'étend sur 9,15 km2 et comptait 6 430 habitants en 2004.

## Géographie

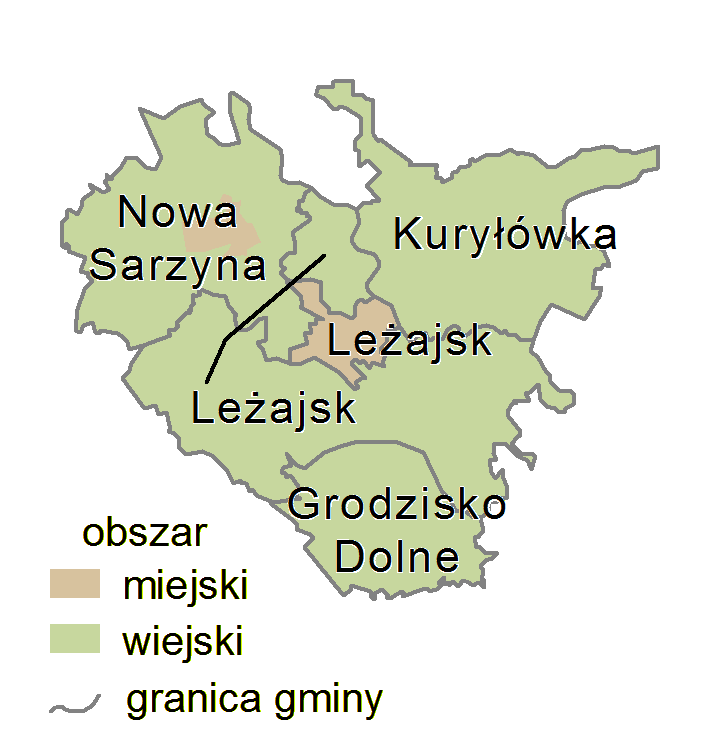
Carte du powiat (partie urbaine en marron et rurale en vert)